# Museum van de Centrale Otava-regio
Het Museum van de Centrale Otava-regio, in Tsjechië zelf Doedelzakmuseum (Tsjechisch: Muzeum středního Pootaví) genaamd, is een historisch museum over de regio rondom de middenloop van rivier Otava in de Tsjechische regio Zuid-Bohemen. Het is gevestigd in de burcht van Strakonice.

## Collectie
Het museum is gevestigd in elf ruimtes in het zuidelijke gedeelte van de burcht. Daarnaast is de historische watermolen gerestaureerd. Hoewel het museum ook Doedelzakmuseum wordt genoemd, vullen de regionale doedelzakken slechts een van de elf ruimtes van het museum. Daarnaast zijn er tijdelijke exposities van beeldende kunst en worden er van april tot oktober ambachten gedemonstreerd.
De vaste collectie kent de volgende hoofdthema's:
- Prehistorie
- Middeleeuwse geschiedenis
- Kleine Ridderzaal
- Grote Ridderzaal
- Doedelzakken
- Papieren maquette van de burcht
- Adellijke familie Rosenberg (Rožmberk) en Maltezer Orde
- Fez (hoofddeksel)
- Česká Zbrojovka, vuurwapens en motorfietsen

## Geschiedenis
Het historische museum werd in 1894 opgericht ter gelegenheid van de Tsjecho-Slowaakse Volkenkundige Tentoonstelling in Praag van 1895. In 1923 werd het museum vernoemd naar de schoolinspecteur Jan Dyk die een belangrijke rol in de ontwikkeling van het gebied speelde na de Eerste Wereldoorlog.
Het museum werd verschillende malen verplaatst totdat het in 1936 zijn plaats in de burcht van Strakonice verkreeg. De burcht werd in de 13e eeuw gebouwd door Bavor van Strakonice. De Zuid-Boheemse regio is eigenaar van het museum. Tijdens de Tweede Wereldoorlog raakte het museum volledig buiten bedrijf.
In 1951 werd het een regionaal museum en twee jaar later werd het hernoemd naar Districtsmuseum van Nationale Geschiedenis en Geografie. In 1955 werd het archief van het museum losgekoppeld. In 1967 verkreeg het de naam Museum van de Centrale Otava-regio. De burcht werd in 1995 toegevoegd aan de lijst van Nationale Culturele Monumenten.

## Galerij

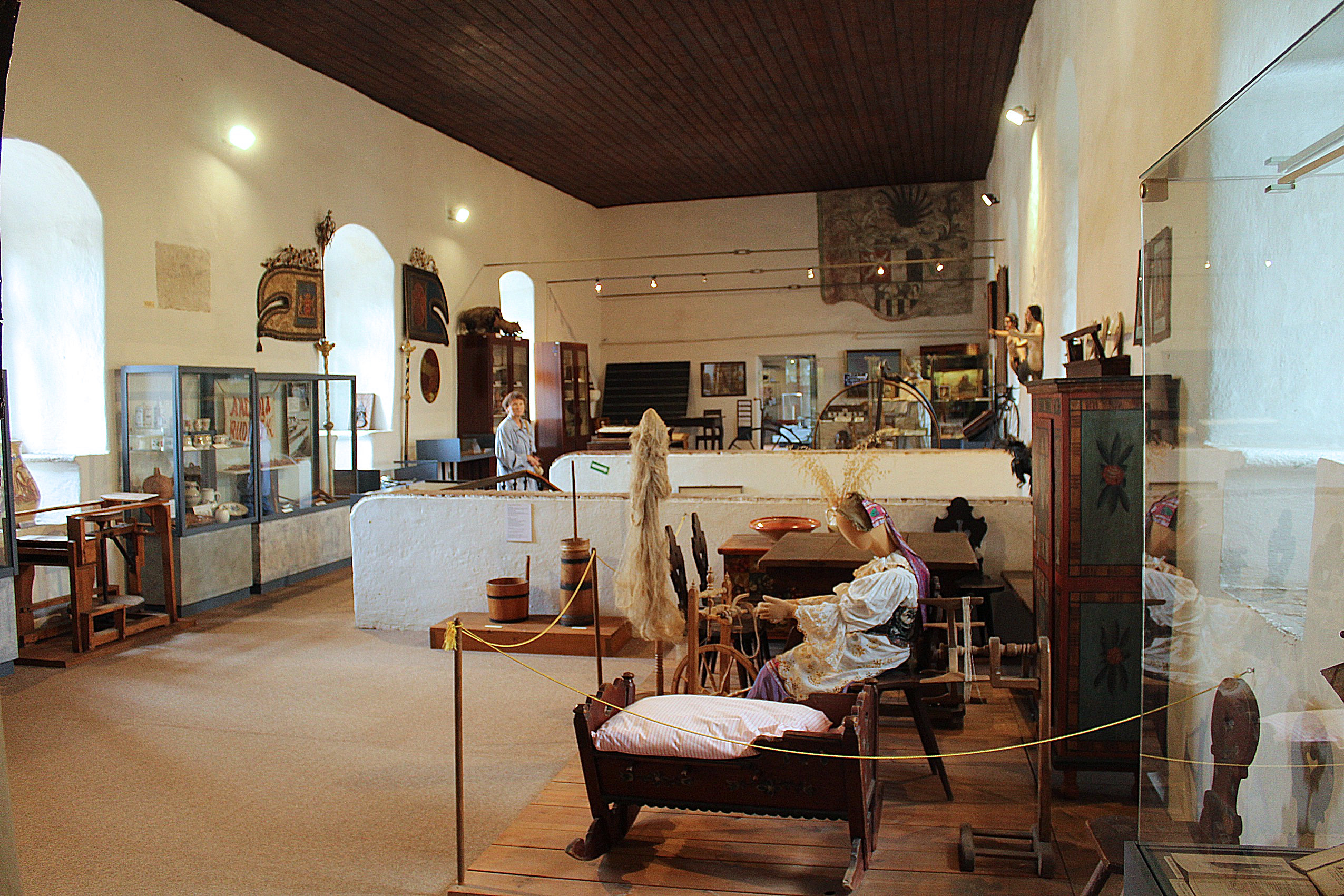
Expositieruimte
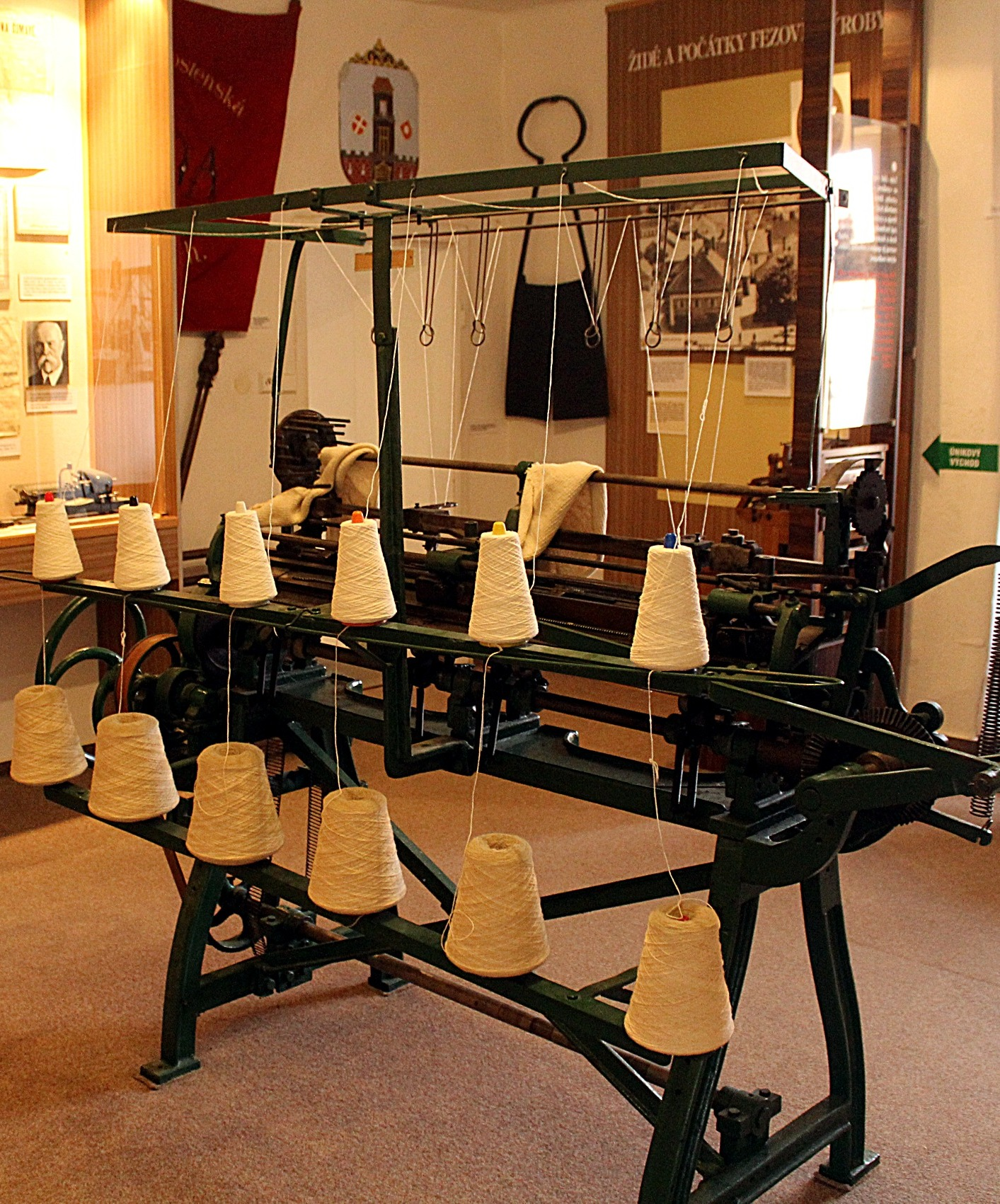
Spinnerij
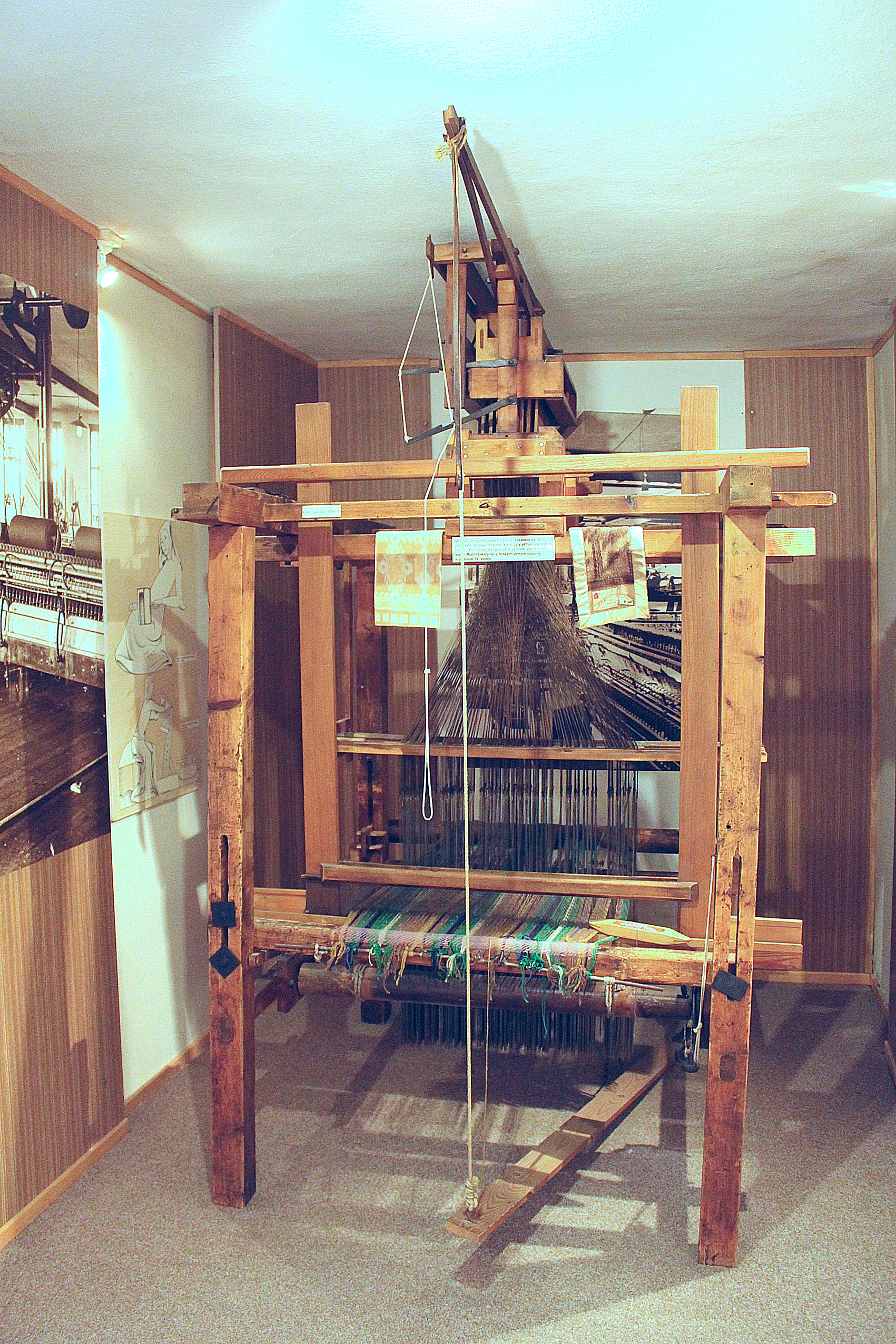
Weefgetouw
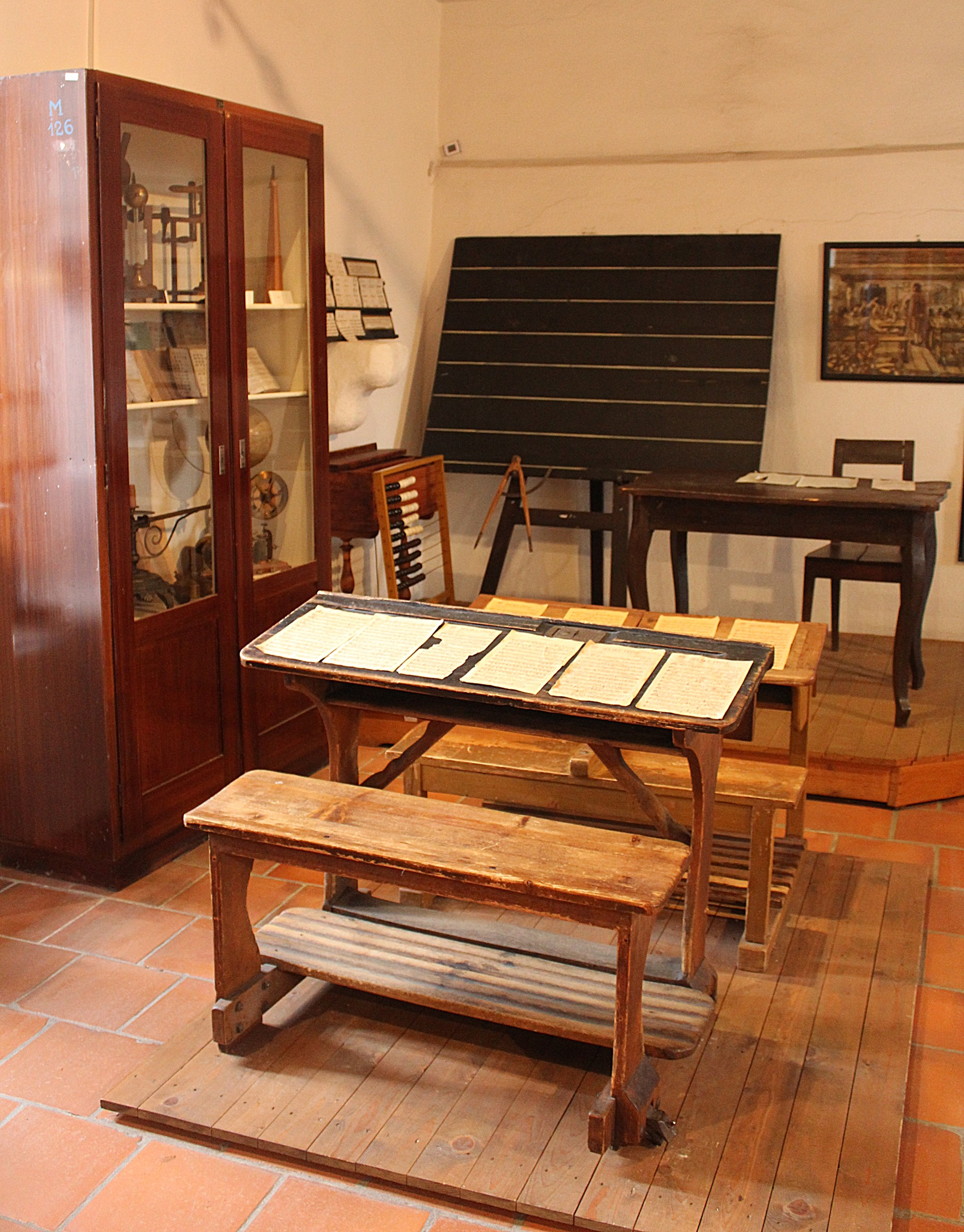
Klaslokaal
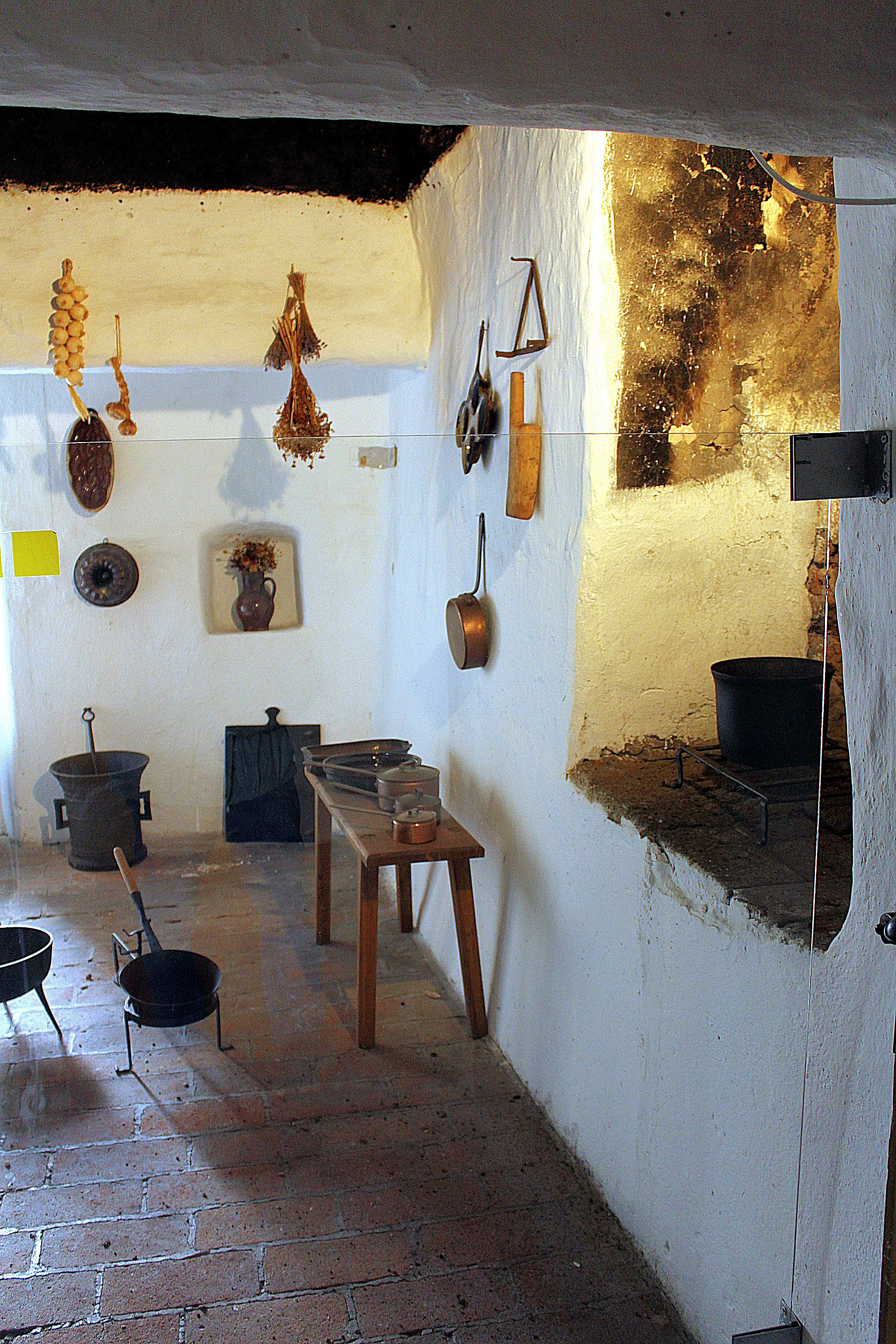
Keuken
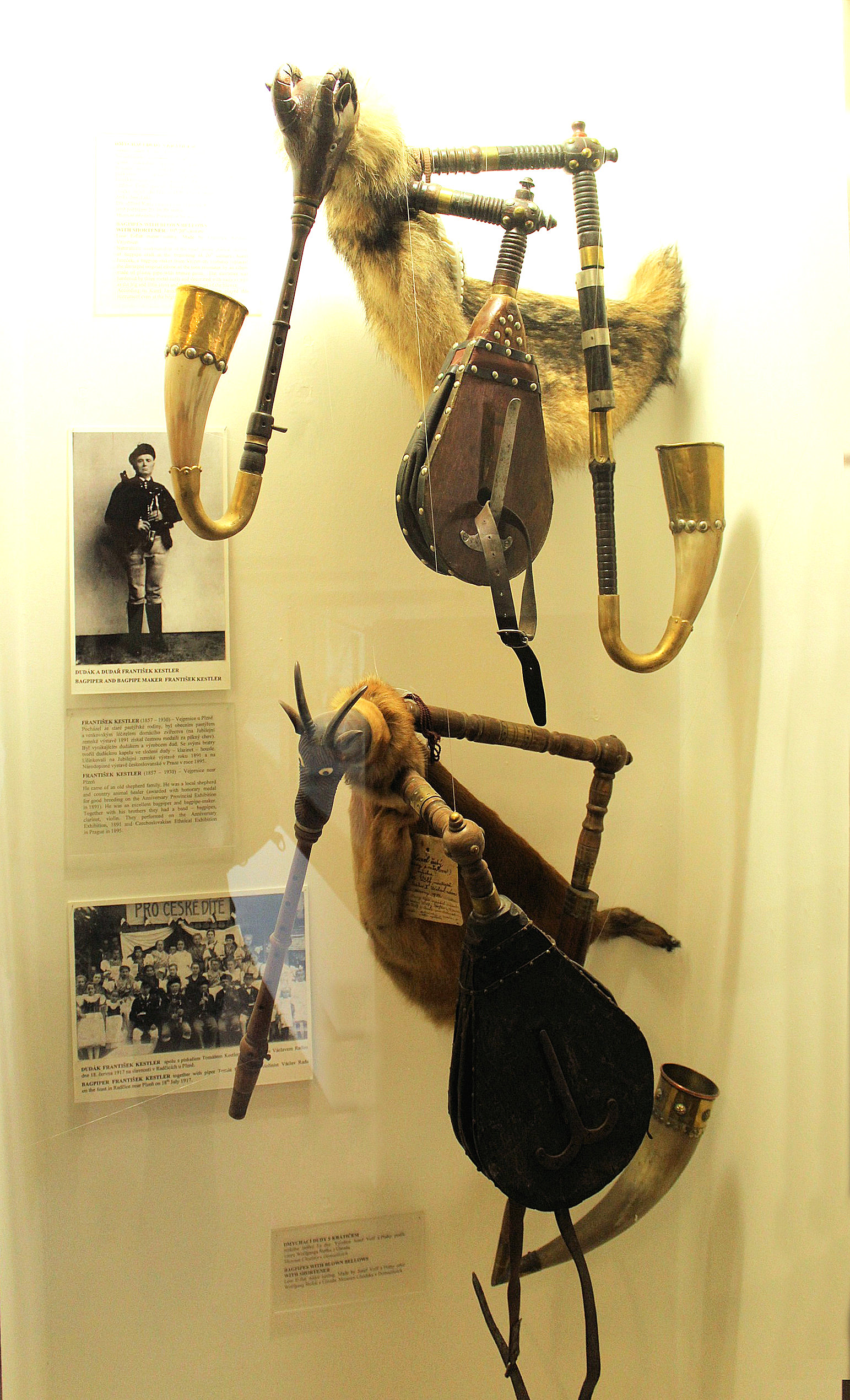
Doedelzakken
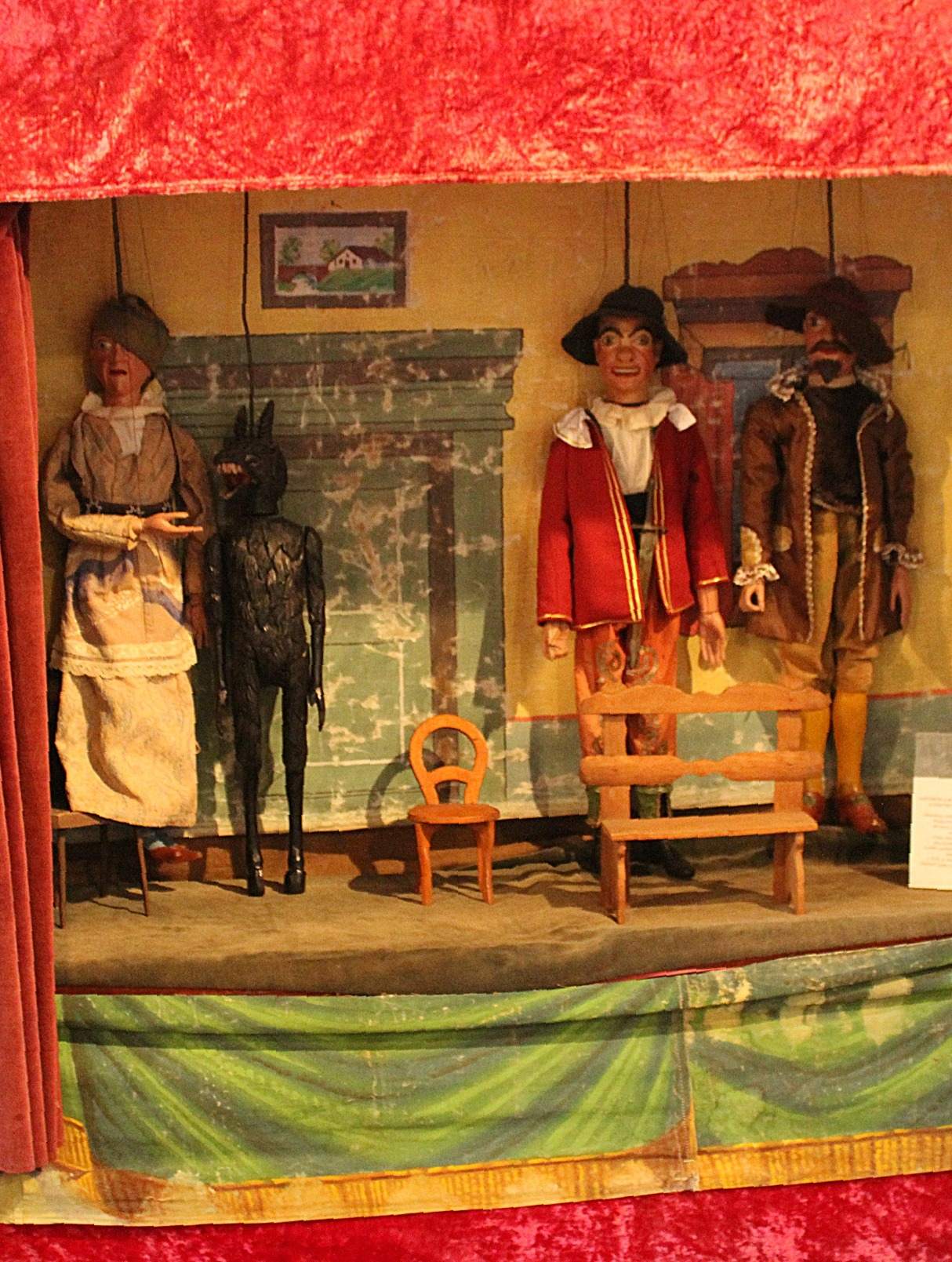
Poppentheater